# Ali Labib
Ali Labib Shotorban (persisch علی لبیب شتربان; * 21. September 2002 in Täbris) ist ein iranischer Radrennfahrer, der in den Disziplinen Straße, Bahn und Cross-Country aktiv ist.

## Sportlicher Werdegang
Labib interessierte sich seit seiner Kindheit für Radsport. Ab 2017 fuhr er mit der Mannschaft der Azad-Universität seiner Heimatstadt. 2019 wurde er iranischer Junioren-Meister im Cross-Country XCO, belegte Podiumsplätze bei den Landesmeisterschaften im Straßenrennen und Einzelzeitfahren und war Zweiter im Punktefahren auf der Bahn. Er wurde in die Nationalmannschaft aufgenommen und vertrat sein Land bei den Asienmeisterschaften auf der Bahn und im Mountainbikesport. Da er sich selbst kein Mountainbike leisten konnte, trat er bei letzteren mit einem von Freunden geliehenen Rad an und gewann eine Bronzemedaille mit der Staffel. In einem Interview beklagte er die mangelnde Unterstützung, die Radsportlern in seiner Region zukomme.
Nachdem seine sportlichen Aktivitäten durch die Corona-Pandemie unterbrochen worden waren, trat er 2022 wieder bei den Asienmeisterschaften auf Straße und auf Bahn an; bei der international besetzten Tour of Iran, die sich in seiner Heimatregion Aserbaidschan abspielte, gewann er die Nachwuchswertung. 2023 fuhr er ein halbes Jahr lang für das marokkanische Team Sidi Ali-Unlock und wurde Zweiter bei den Landesmeisterschaften im Straßenrennen. Bei den Asienspielen im Oktober trat er außer im Straßenrennen auch im Omnium an, da der eigentlich vorgesehene Fahrer Mohammad Ganjkhanlou nicht von den Radsport-Weltmeisterschaften 2023 in Glasgow zurückgekommen war, sondern dort Asyl beantragt hatte. Trotz der mangelnden Vorbereitung verpasste er mit zwei vierten Plätzen jeweils nur knapp das Podium.
2024 verpflichtete er sich beim chinesischen Team Shenzhen Xidesheng, für das er in der China Pro Cycling League fuhr. Im Juni des Jahres wurde er im U23-Rennen der Asienmeisterschaften Dritter im Sprint der zweiten Gruppe. Kurz darauf wurde er zu Irans Vertreter im olympischen Straßenrennen 2024 bestimmt, das er erfolgreich zu Ende fuhr auf dem 76. Platz.

## Erfolge
2019
 Iranischer Meister (Junioren) – Cross-Country XCO
 Asienmeisterschaften – Staffel XCR
2022
Nachwuchswertung Tour of Iran
2024
 Asienmeisterschaften (U23) – Straßenrennen